# Margaret Markov
Margaret Markov (Stockton, 22 novembre 1948) è un'attrice statunitense.

## Biografia
Margaret Markov è stata un'attrice particolarmente attiva dalla fine degli anni '60 alla metà degli anni '70. È nota soprattutto per i ruoli da protagonista nei film The Hot Box (1972) di Joe Viola, Donne in catene (1973) di Eddie Romero e La rivolta delle gladiatrici (1974), diretto da Steve Carver.

## Vita privata
Sposata con l'attore Mark Damon, ha due figli.

## Filmografia

### Cinema
- Corri, Angel, corri! (Run, Angel, Run!), regia di Jack Starrett (1969)
- Pookie (The Sterile Cuckoo), regia di Alan J. Pakula (1969)
- ...E dopo le uccido (Pretty Maids All in a Row), regia di Roger Vadim (1971)
- The Hot Box, regia di Joe Viola (1972)
- Donne in catene (Black Mama, white Mama), regia di Eddie Romero (1972)
- La rivolta delle gladiatrici (The Arena), regia di Steve Carver (1974)
- L'ultima donna non esiste (There is No 13), regia di William Sachs (1974)

### Televisione
- Giovani avvocati (The Young Lawyers) – serie TV (1970-1971)
- Monty Nash – serie TV (1971)
- Lo sceriffo del sud (Cade's County) – serie TV (1971)
- Jimmy Stewart Show – serie TV (1971)
- Sesto senso (The Sixth Sense) – serie TV (1972)
- Hawkins – serie TV (1973)
- Il tempo della nostra vita (Days of Our Lives) – soap opera (1997)